# Monte Pagliano (Alpi Cozie)
Il monte Pagliano (989 m s.l.m.) è una vetta delle Alpi Cozie, nella sottosezione delle Alpi del Monviso.

## Storia
Il toponimo Pagliano deriva probabilmente da una errata trascrizione di payan, ovvero pagano, e sarebbe legato alla memoria dei saraceni che devastarono varie zone del Piemonte all'inizio del X secolo.

## Caratteristiche

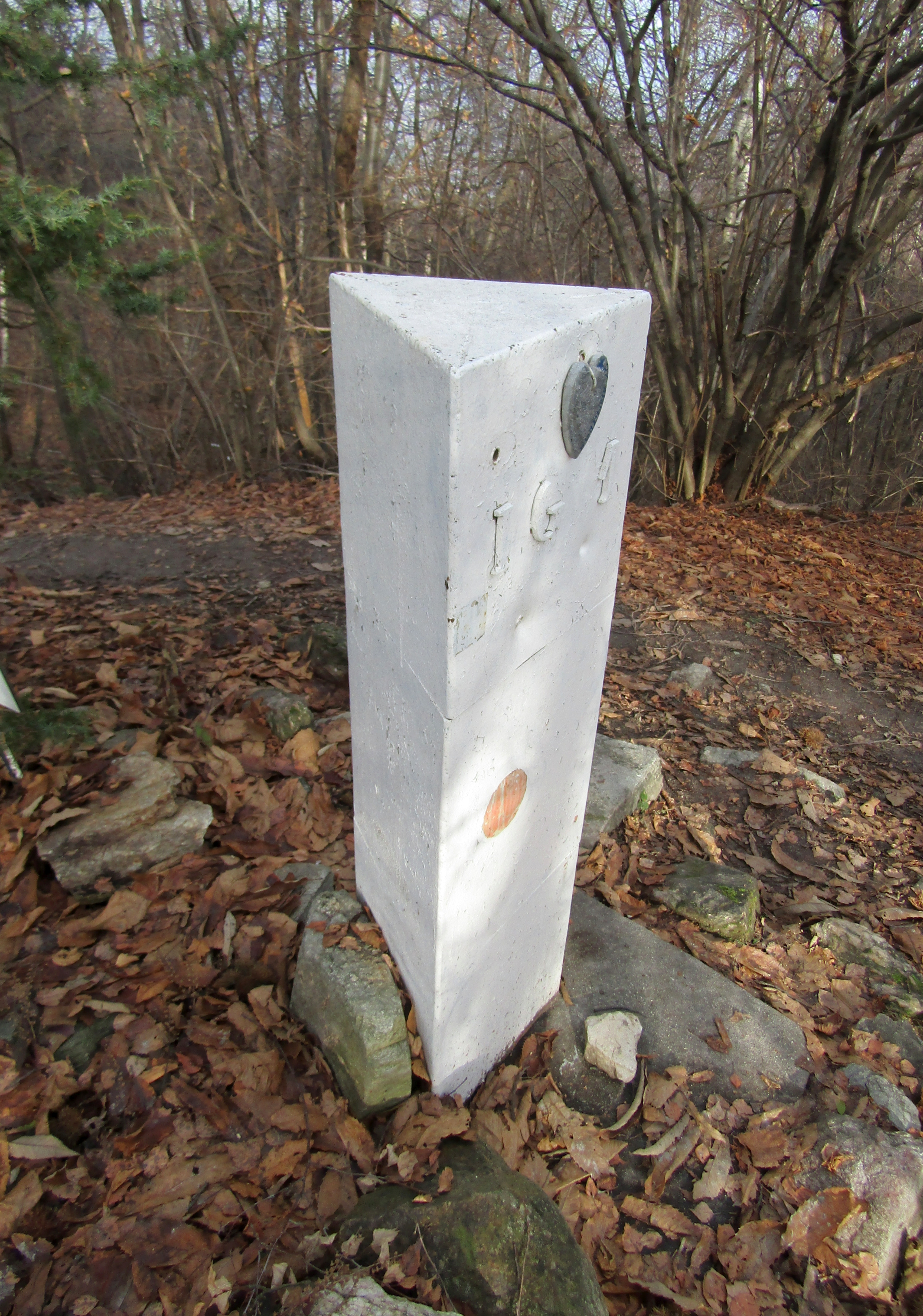
Il pilastrino IGM

La montagna si trova sulla cresta spartiacque principale tra la valle Varaita e la valle Maira; la vetta è situata in comune di Rossana, mentre sul vicino colletto che separa il Monte Pagliano dal  Bricco Alto, collocato poco a nord-est, avviene la convergenza tra i territori dei comune di Rossana, Costigliole Saluzzo e Busca.
Visivamente il Monte Pagliano definisce a sud lo sbocco della Val Varaita e quello nord della Val Maira sulla Pianura Padana, ed è situato all'estremità orientale della lunga catena divisoria tra le due vallate.
Su una altura alle falde della montagna, sul lato Val Maira, sorge l'Eremo di Belmonte.

## Accesso alla vetta

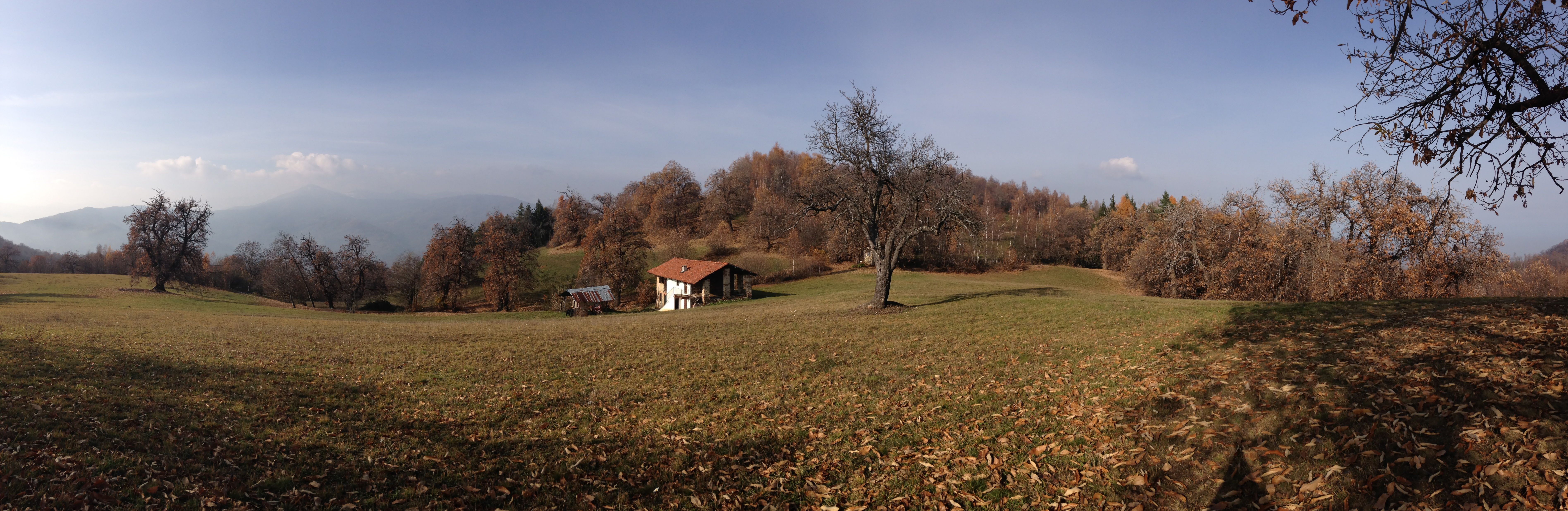
Panorama dalle pendici sud della montagna

L'accesso alla vetta è di tipo escursionistico e può essere raggiunto con una facile escursione da Rossana. Attorno al Monte Pagliano si sviluppano vari percorsi segnalati percorribili, oltre che a piedi, anche a cavallo o in mountain bike e che ne collegano la vetta con Costigliole Saluzzo e la zona collinare di Busca.

### Accesso invernale
La vetta è raggiungibile anche in inverno, con le ciaspole.